# Gerrit Defreyne
Gerrit Defreyne (1944) was gedeputeerde voor de provincie West-Vlaanderen.
Gerrit Defreyne startte zijn politieke loopbaan bij de socialisten in Kortemark in 1970, en werd meteen verkozen. Daar maakte hij deel uit van de oppositie.
In 1977 werd hij schepen van Openbare Werken. Vanaf 1983 belandde Defreyne opnieuw in de oppositie. 
Vanaf januari 1980 werd Gerrit Defreyne provincieraadslid voor de SP in de provincie West-Vlaanderen. In 1987 legde hij de eed af als Gedeputeerde voor Cultuur en Onderwijs. Hij werd opgevolgd door Gunter Pertry.
In 2000 ging hij met pensioen, en zei tegelijkertijd de politiek vaarwel.
In totaal was Defreyne achttien jaar gemeenteraadslid, zes jaar schepen, twintig jaar provincieraadslid en dertien jaar gedeputeerde.
Gerrit Defreyne was ook voorzitter van de lokale SP-afdeling. 
Sinds 2007 is hij de voorzitter van de Gemeentelijke Commissie voor Ruimtelijke Ordening (GeCoRO).